# Зоран Миловановић (лекар)
Зоран Миловановић (Лесковац, 9. јануар 1960) српски је лекар. До 1990. године добија специјализацију из пнеумофтизиологије. У родном граду је завршио основну школу и гимназију, а Медицински факултет у Нишу 1984. године, када почиње да ради као лекар опште праксе у Здравственим станицама број 1, 2, а и у другим по потреби. Специјализацију из пнеумофтизиологије добија 1990. а завршава је 1994. радећи на грудном одељењу и АТД. Од 1996. ради на Онкологији као шеф, до 2001. године.